# Archytas bennetti
Archytas bennetti är en tvåvingeart som beskrevs av Thompson 1963. Archytas bennetti ingår i släktet Archytas och familjen parasitflugor. Inga underarter finns listade i Catalogue of Life.